# Glaphyria
Glaphyria is een geslacht van vlinders van de familie van de grasmotten (Crambidae), uit de onderfamilie van de Glaphyriinae. De wetenschappelijke naam en de beschrijving van dit geslacht zijn voor het eerst gepubliceerd in 1823 door Jacob Hübner. 

## Soorten
- G. acutalis (Warren, 1891)
- G. albifascialis Hampson, 1912
- G. amazonica (Munroe, 1964)
- G. argentipunctalis (Amsel, 1956)
- G. badierana (Fabricius, 1794)
- G. basiflavalis Barnes & McDunnough, 1913
- G. bilinealis (Walker, 1866)
- G. cappsi Munroe, 1972
- G. citronalis (Druce, 1899)
- G. cymalis (Dyar, 1914)
- G. decisa (Walker, 1866)
- G. distictalis (Hampson, 1912)
- G. dolatalis (Möschler, 1890)
- G. flavidalis (Hampson, 1912)
- G. fonsecai Solis & Adamski, 1998
- G. fulminalis (Lederer, 1863)
- G. glaphyralis Guenée, 1854
- G. himerta (Munroe, 1964)
- G. leucostactalis (Hampson, 1912)
- G. leucostictalis (Hampson, 1895)
- G. matanzalis (Schaus, 1920)
- G. micralis Guenée, 1854
- G. moribundalis (Dyar, 1914)
- G. ochrofusalis (Amsel, 1956)
- G. oriola (Dyar, 1914)
- G. peremptalis (Grote, 1878)
- G. polycyma (Hampson, 1899)
- G. potentalis (Dyar, 1914)
- G. pupillalis (Möschler, 1886)
- G. rufescens (Hampson, 1912)
- G. semiferrealis (Hampson, 1899)
- G. sesquistrialis Hübner, 1823
- G. spinacrista Solis & Adamski, 1998
- G. spinasingularis Solis & Adamski, 1998
- G. stellaspina Solis & Adamski, 1998
- G. tanamoalis (Schaus, 1920)
- G. tetraspina Solis & Adamski, 1998
- G. tripunctalis (Amsel, 1956)
- G. xanthoperalis (Hampson, 1918)